# Allan Wellmann
Allan Kenny Wellmann, né le 26 mai 1954, est un footballeur guatémaltèque des années 1970 et 1980. Il évoluait au poste de défenseur.

## Biographie
Il est international guatémaltèque à 82 reprises pour un but. Il participe aux Jeux olympiques de 1976 puis de 1988, étant éliminé dans les deux cas au premier tour.
En club, il joue au CSD Comunicaciones puis à l'Aurora FC. Il remporte la Coupe des champions de la CONCACAF en 1978 avec le CSD Comunicaciones (trois équipes sont sacrées championnes cette année-là).

## Carrière
- 1973-1986 :  CSD Comunicaciones
- 1986-1991 :  Aurora FC

## Palmarès
- Champion du Guatemala en 1978, 1980, 1981, 1982 et 1985 avec le CSD Comunicaciones
- Vainqueur de la Copa Interclubes UNCAF en 1983 avec le CSD Comunicaciones
- Finaliste de la Copa Interclubes UNCAF en 1976 et 1977 avec le CSD Comunicaciones
- Vainqueur de la Coupe des champions de la CONCACAF en 1978 avec le CSD Comunicaciones